# Еспарагуера
Еспарагуера (шп. Esparraguera) град је у Шпанији у аутономној заједници Каталонија у покрајини Барселона. Према процени из 2017. у граду је живело 21 766 становника.

## Становништво
Према процени, у граду је 2017. живело 21 766 становника.
| 2017.  |
| ------ |
| 21.766 |